# Montfort-l'Amaury (tổng)
Tổng Montfort-l'Amaury là một tổng của Pháp, tọa lạc tại tỉnh Yvelines trong vùng Île-de-France của Pháp.

## Phân chia hành chính
Tổng Montfort-l'Amaury được chia thành 29 xã:
- Auteuil: 864 dân
- Autouillet: 348 dân
- Bazoches-sur-Guyonne: 477 dân
- Béhoust: 374 dân
- Beynes: 7 200 dân
- Boissy-sans-Avoir: 519 dân
- Flexanville: 525 dân
- Galluis: 1 034 dân
- Garancières: 2 242 dân
- Goupillières: 381 dân
- Grosrouvre: 763 dân
- Jouars-Pontchartrain: 4 569 dân
- Marcq: 597 dân
- Mareil-le-Guyon: 348 dân
- Méré: 1 675 dân
- Les Mesnuls: 883 dân
- Millemont: 206 dân
- Montfort-l'Amaury: 3 137 dân
- Neauphle-le-Château: 2 771 dân
- Neauphle-le-Vieux: 707 dân
- La Queue-lez-Yvelines: 1 844 dân
- Saint-Germain-de-la-Grange: 1 622 dân
- Saint-Rémy-l'Honoré: 1 299 dân
- Saulx-Marchais: 600 dân
- Thoiry: 969 dân
- Le Tremblay-sur-Mauldre: 813 dân
- Vicq: 259 dân
- Villiers-le-Mahieu: 615 dân
- Villiers-Saint-Frédéric: 2 386 dân